# Piper PA-38 Tomahawk
Piper PA-38-112 Tomahawk je dvosedežno enomotorno lahko športno letalo ameriškega proizvajalca Piper. Večinoma se uporablja za šolanje pilotov in športno letenje. Poganja ga Lycoming O-235. Pogonska gred je diretkno povezava z dvokrakim propelerjem. Podvozje je tipa tricikel.
Tomahawk je bil zasnovan kot poceni dvosedežni trenažer. Pri načrtovanju so upoštevali zahteve letalskih inštruktorjev, ki so želeli možnost "spina" (vrija). Inštruktorji so hoteli, da je letalo relativno občutljivo in zahteva dobro tehniko letenja in spoštovanje omejitev, da dosega specificirane zmogljivosti, kar v praksi pomeni, da ko jih letijo ne uleteni piloti (< 30 ur letno), so takšni poleti mnogo bolj rizični kot v letalih, ki odpuščajo mnogo bolj grobe napake. Krilo ima profil GA(W)-1 po celotni dolžini enak, kar letalu povzroča nemalo upora pri višji hitrosti, identičen profil ima tudi Beechcraft Model 77 Skipper. Zaradi nizkih kril, letalo ni priljubljeno pri inštruktorjih letenja, ker so preveč izpostavljeni soncu. Tomahawk je bil neposredni konkurent Beechcraft Skipperja in Cessne 152, ki bila na trgu precej uspešnejša, Cessna 152 je bila edina od trojice, ki je zgradila tudi šolsko akrobatsko letalo A152 in FA152.
Proizvodnja se je začela leta 1978 in se končala leta 1982 z 2 484 zgrajenimi letali. Verzije med letoma 1981 in 1982 so imele oznako Tomahawk II in so imele modifikacije. Tomahawki II so imeli izboljšano ogrevanje kabine in delovanje odrosevalnika vetrobranskega stekla, izboljšan sistem trimerja, izboljšan vektor potiska propelerja, 100-odstotno protikorozijsko obdelavo ogrodja s cinkovim kromatom, boljšo zvočno izolacijo pilotske kabine, večja 6-palčna kolesa in pnevmatike za večjo oddaljenost propelerja od tal in izboljšano zmogljivost na travnatih in makadamskih stezah.

## Tehnične specifikacije (PA-38-112 Tomahawk II)
Podatki iz Janes's All The World's Aircraft 1982-83
Splošne karakteristike
- Posadka: 2
- Dolžina: 23 ft 1¼ in (7,04 m)
- Razpon kril: 34 ft 0 in (10,36 m)
- Višina: 9 ft 0¾ in (2,76 m)
- Površina kril: 124,7 ft² (11,59 m²)
- Aeroprofil: NASA GA(W)-1
- Teža praznega letala: 1 128 lb (512 kg)
- Maks. vzletna teža: 1 670 lb (757 kg)
- Pogon letala: 1 ×  Štirivaljni protibatni zračno hlajeni motor Avco Lycoming O-235-L2C, 112 KM (83,5 kW)

 Zmogljivost 
- Neprekoračljiva hitrost: 159 mph (138 vozlov, 256 km/h)
- Maks. hitrost: 126 mph (109 vozlov, 202 km/h) na nivoju morja
- Potovalna hitrost: 115 mph (100 vozlov, 185 km/h) at 10 500 ft (3 200 m) (65% moč)
- Hitrost porušitve vzgona: 56,5 mph (49 vozlov, 91 km/h) (IAS), s spuščenimi zakrilci
- Doseg: 539 milj (468 nmi, 867 km) pri 10 500 ft (3 200 m), (65% moč)
- Višina leta: 13 000 ft (4 000 m)
- Hitrost vzpenjanja: 718 ft/min (3,65 m/s)